# Центральна комісія у справах ступенів і звань
Центральна комісія у справах ступенів і звань — державна інституція у Республіці Польща, діє на підставі «Уставу від 14 березня 2003 року про наукові ступені і наукове звання, а також ступені і звання в межі мистецтва».
Центральна комісія у справах ступенів і звань займається експертизою нормативних актів, які пов'язані з наданням ступенів доктора і доктора габілітованого, а також академічних звань. Також проводить експертизу кандидатів на посаду «надзвичайного професора» (пол. profesor nadzwyczajny), котрі не мають ступеня габілітованого доктора.

В складі комісії діють сім спеціалізованих секцій:
- Гуманітарних і суспільних наук,
- Економічних наук,
- Біологічних, аграрних, лісових і ветеринарних наук
- Медичних наук
- Математичних, фізичних, хімічних і наук про Землю
- Технічних наук
- Мистецтва

## Зовнішні посилання
- Сайт Центральної комісії у справах ступенів і звань [Архівовано 22 грудня 2011 у Wayback Machine.] (пол.)